# 迈克尔·戴蒙德
迈克尔·戴蒙德（英語：Michael Diamond，1972年5月20日—），澳大利亚男子射击运动员。他曾代表澳大利亚参加1992年、1996年、2000年、2004年、2008年和2012年夏季奥林匹克运动会射击比赛，获得二枚金牌。